# Східний-1
Схі́дний-1 — мікрорайон у східній частині Довгинцівського району, закладений у грудні 1987 р.
Перший будинок був заселений у червні 1988 р. Площа 0,4 км². Існують вулиці Єгора Біркуна, Симонова та Європейський бульвар. 
Має 41 багатоповерховий будинок, мешкає 12,1 тисяч осіб. Діють школи № 81, 128, клуб «Галактика», бібліотека, мережа торгових закладів.

## Бульвар
Бульвар мікрорайону «Східний-1» закладений наприкінці 1980-х у Довгинцівському районі. Площа 1,3 га. Має багату рослинність, місця для відпочинку.